# Aftartodoketyzm
Aftartodoketyzm (gr. ἄφθαρτος “niezniszczalny” i δοκεῖν “mniemanie, przypuszczenie, pozór”) – powstała w VI wieku herezja monofizycka, założona przez Juliana z Halikarnasu. Głosiła ona, że od momentu wcielenia natura ludzka Jezusa została wchłonięta przez naturę boską, co spowodowało, że ciało Chrystusa było niezniszczalne i nieśmiertelne, Jezus jednak przyjął dobrowolnie cierpienia dla naszego dobra. Zdaniem aftartodoketów Jezus jadł i spał tylko na pokaz, a cierpienie udawał.
W roku 564 cesarz Justynian wydał specjalny edykt, w którym popierał doktrynę głoszoną przez aftartodoketów. Inne nazwy sekty to julianiści lub fantazjaści. W samej sekcie doszło do rozłamu: jedni głosili, że ciało Chrystusa zostało stworzone, inni natomiast - przeciwnie.